# Hans-Jürgen Dörner
Hans-Jürgen Dörner (Görlitz, 1951. január 25. – Drezda, 2022. január 19.) olimpiai bajnok keletnémet válogatott német labdarúgó, hátvéd, edző.

## Pályafutása

### Klubcsapatban
1960-ban a Motor WAMA Görlitz korosztályos csapatában kezdte a labdarúgást. 1967-ben került a Dynamo Dresden együtteséhez, ahol 1968-ban mutatkozott be az első csapatban. A Dynamóval öt-öt bajnoki címet és keletnémetkupa-győzelmet ért el. Háromszor választották az év labdarúgójának (1977, 1984, 1985) az NDK-ban. 1985-ben vonult vissza az aktív labdarúgástól.

### A válogatottban
1969 és 1985 között 100 alkalommal szerepelt a keletnémet válogatottban és kilenc gólt szerzett. Tagja volt az 1976-os montréali olimpián aranyérmes csapatnak.

### Edzőként
1985 és 1990 között a keletnémet U23-as válogatott edzőjeként tevékenykedett. 1996–97-ben a Werder Bremen, 1998–99-ben az FSV Zwickau vezetőedzője volt. 2000–01-ben az egyiptomi el-Ahlí szakmai munkáját irányította. 2001 és 2003 között a VfB Leipzig, 2006 és 2010 között a Radebeuler BC 08 csapatainál dolgozott.

## Sikerei, díjai
- Az év keletnémet labdarúgója (1977, 1984, 1985)

 NDK
- Olimpiai játékok
  - aranyérmes: 1976, Montréal

 Dynamo Dresden
- Keletnémet bajnokság (Oberliga)
  - bajnok (5): 1970–71, 1972–73, 1975–76, 1976–77, 1977–78
  - 2. (5): 1978–79, 1979–80, 1981–82, 1983–84, 1984–85
- Keletnémet kupa (FDGB-Pokal)
  - győztes (5): 1971, 1977, 1982, 1984, 1985